# Karl Tanera

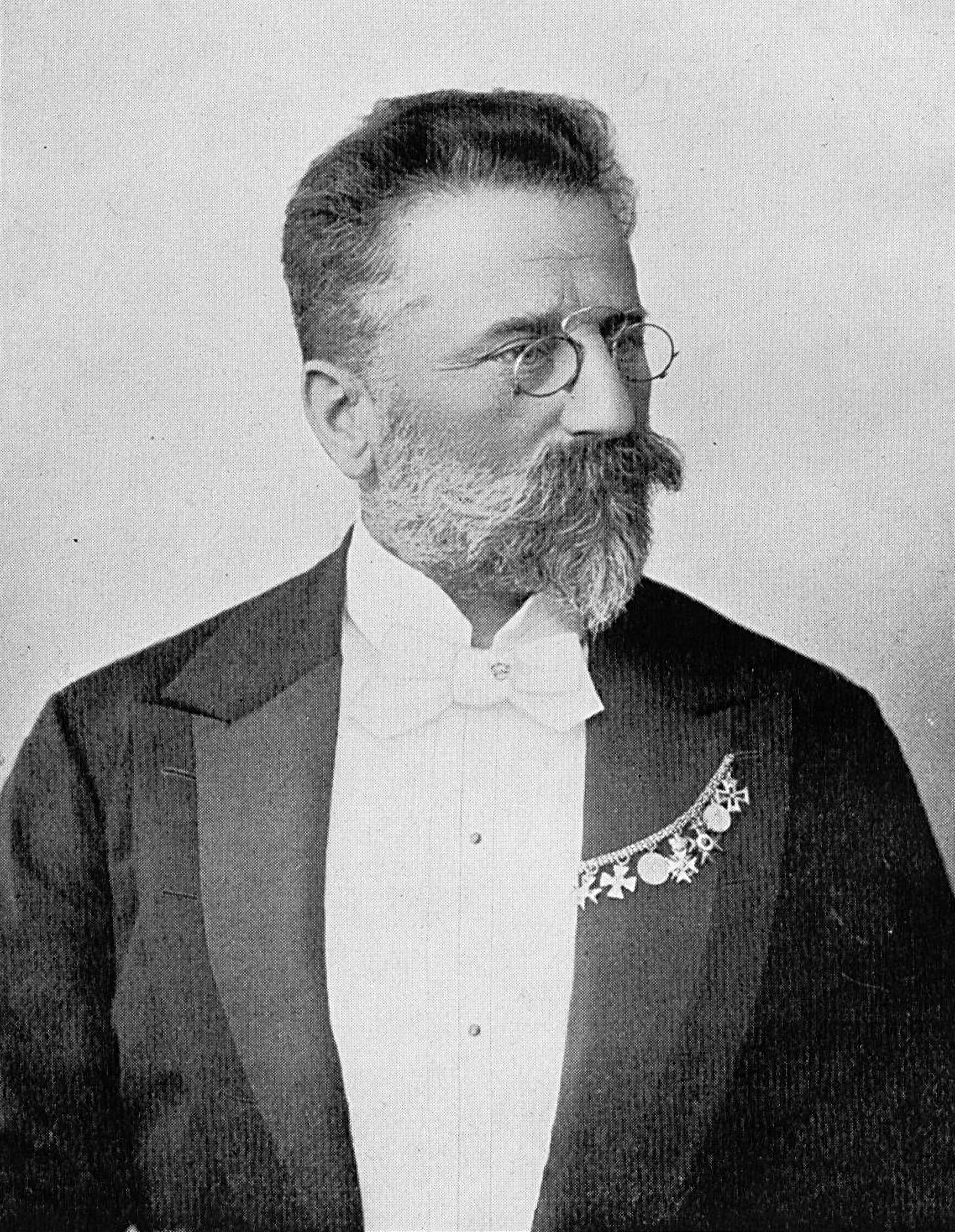
Carl Tanera

Karl Tanera (* 9. Juni 1849 in Landshut, Niederbayern; † 4. Oktober 1904 in Lindau (Bodensee)) war ein württembergischer Hauptmann und bekannter Schriftsteller.

## Leben
Karl Tanera wuchs in Regensburg und Speyer auf, wo er auch das Gymnasium besuchte. 1866 trat er in das 4. Infanterie-Regiment der Bayerischen Armee ein und wurde Mitte August 1869 zum Junker im 1. Jäger-Bataillon ernannt. Nach dem Besuch der Münchner Kriegsschule avancierte er im Juli 1870 zum Unterleutnant und nahm als Ordonnanzoffizier am folgenden Krieg gegen Frankreich teil. Bei der Belagerung von Paris wurde er verwundet. Für sein Wirken erhielt er das Ritterkreuz II. Klasse des Militärverdienstordens, das Eiserne Kreuz II. Klasse sowie durch Armeebefehl vom 2. Dezember 1870 eine Belobigung.
Nach dem Krieg diente er ab dem 31. Mai 1874 als Adjutant seines Bataillons und erhielt am 15. März 1876 seinen Abschied, um in die Württembergische Armee übertreten zu dürfen. Tanera wurde daraufhin am 3. April 1876 als Sekondeleutnant im Infanterie-Regiment „König Wilhelm I.“ Nr. 124 angestellt und stieg am 30. April 1877 zum Premierleutnant auf. Unter Beförderung zum Hauptmann erfolgte am 30. März 1886 seine Ernennung zum Kompaniechef im Infanterie-Regiment „Kaiser Wilhelm, König von Preußen“ Nr. 120. In Genehmigung seines Abschiedsgesuches wurde er am 7. September 1887 mit Pension und der Berechtigung zum Tragen seiner Uniform zur Disposition gestellt.
Im Jahre 1887 erschien sein erstes Buch Ernste und heitere Erinnerungen eines Ordonnanzoffiziers (2 Bände), in dem er seine eigenen Erlebnisse aus dem Feldzug gegen Frankreich 1870/71 schilderte. Wegen der frischen und lebendigen Erzählweise wurde das Werk so erfolgreich, dass Tanera seine Offizierslaufbahn beendete, um sich nur noch der Schriftstellerei zu widmen.
Er wohnte abwechselnd in Tutzing und Berlin und unternahm viele Reisen in Europa, Nordafrika, Indien, Japan, China, Amerika und im Orient.
Karl Tanera starb am 4. Oktober 1904 im Alter von 55 Jahren in Lindau.
Freunde und Verehrer setzten ihm 1908 in Bernried am Starnberger See ein Denkmal.

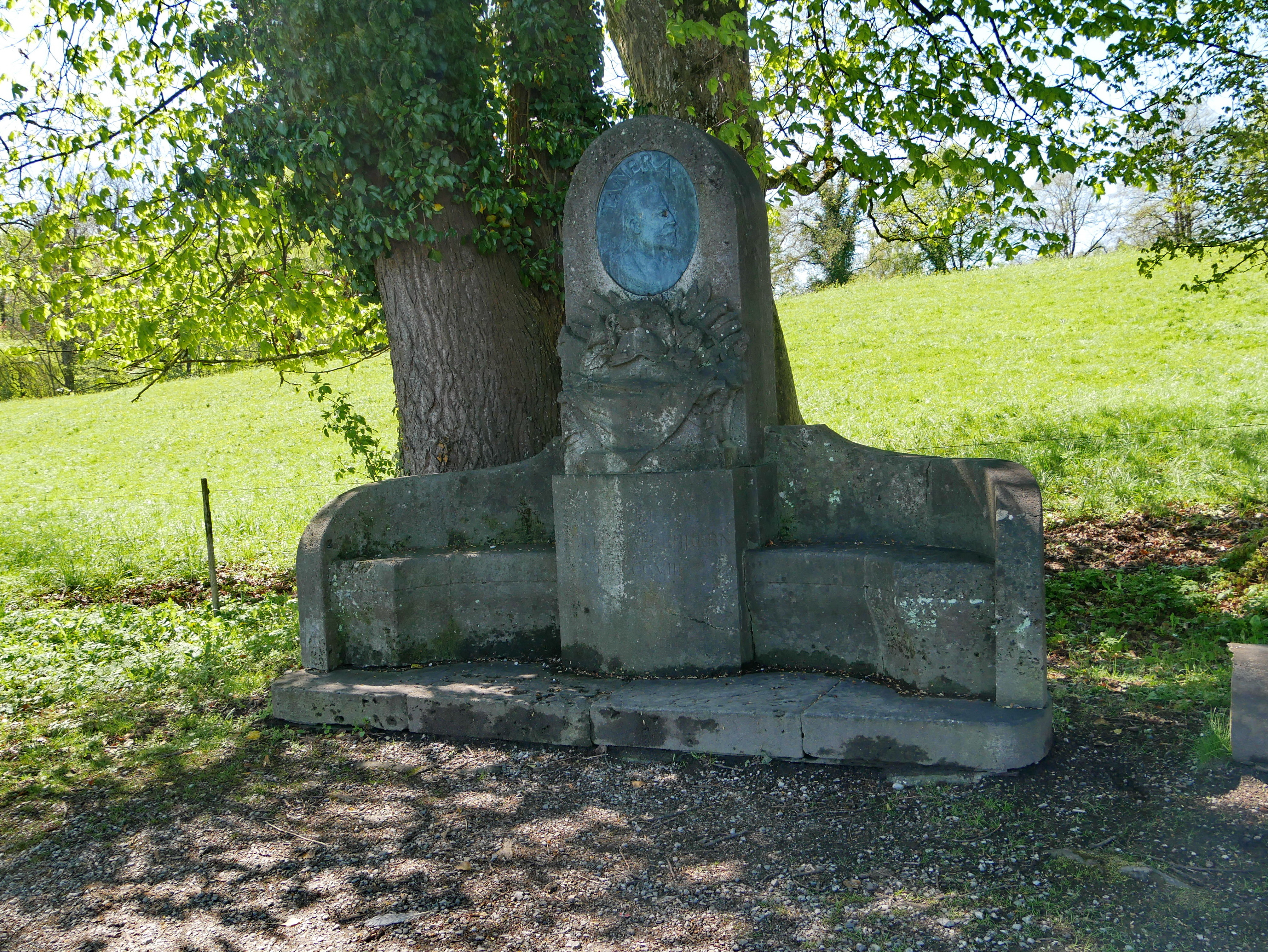
Bernried Lindenallee1 Denkmal Tanera 001

Allgemein bekannt wurde er – außer wegen seiner Kriegserinnerungen 1870/71 – hauptsächlich durch seine im damaligen Stil flott geschriebenen, volkstümlichen und eher militaristischen Darstellungen der deutschen Kriege:
- Der Krieg von 1870/71. (7 Bde. München 1888–1891), wozu er den 1., 3., 5. und 7. Bd. beitrug
- Deutschlands Kriege von Fehrbellin bis Königgrätz. (9 Bde. München 1891–1894)

Angeregt durch seine vielen Aufenthalte in fernen Ländern verfasste er daneben Reisebücher und militärische bzw. geschichtliche Erzählungen für die Jugend. Ferner veröffentlichte er neben einigen militärwissenschaftlichen Schriften eine Anzahl von Romanen, Novellen, Jugendschriften, Essays und Skizzen.

## Schriften

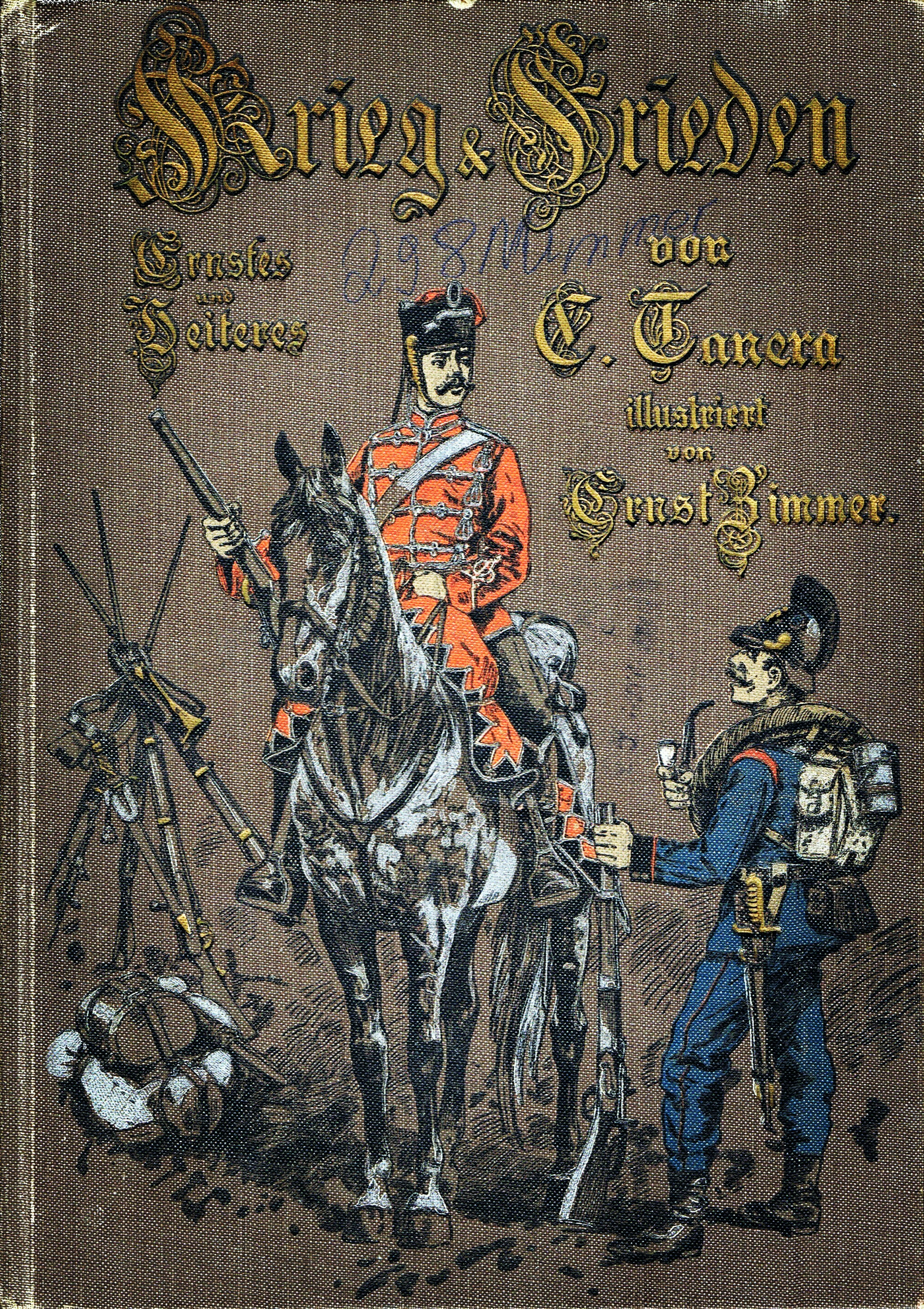
Frontdeckel von Krieg & Frieden – Ernstes und Heiteres, illustriert von Ernst Zimmer

- Ernste und heitere Erinnerungen eines Ordonnanzoffiziers. (2 Bände), 1887.
- Der Krieg von 1870/71. (7 Bde. München 1888–1891), wozu er den 1., 3., 5. und 7. Bd. beitrug.
- Deutschlands Kriege von Fehrbellin bis Königgrätz. (9 Bde. München 1891–1894).
- Durch ein Jahrhundert. Drei kriegsgeschichtliche Romane. 3 Bde., Rathenow 1892.
- Ernste und heitere Erinnerungen eines Ordonnanzoffiziers. 1. u. 2. Reihe, Nördlingen 1887.
- Offiziersleben in Krieg und Frieden. Berlin 1889.
- Hans von Dornen, des Kronprinzen Kadett. Bielefeld 1891. Digitalisat
- Deutschlands Misshandlung durch Ludwig XIV. (1672–1714). München 1891 (online)
- Das Kismet Kurt Röders. Stuttgart 1895.
- Nser Ben Abdallah, der Araberfritz. München 1895.
- Heiteres und Ernstes aus Altbayern. Berlin 1895.
- Schwere Kämpfe. Roman, Hof 1897.
- Aus drei Weltteilen. Reiseskizzen. 2. Auflage, Berlin 1898.
- Mansura. Roman, Jena 1899.
- Der Freiwillige des Iltis. Leipzig 1900.
- Die Eurasierin. Roman Jena 1900.
- Krieg und Frieden. Ernstes und Heiteres. Berlin 1900.
- Indische Fahrten oder der Auftrag eines sterbenden Vaters. Leipzig 1901.
- Deutschlands Kämpfe in Ostasien. München 1901.
- Aus der Prima nach Tientsin. Leipzig 1901.
- Der Rauhreiter. Berlin 1902.
- Eine Weltreise. 2. Auflage, Berlin 1902.
- Heinz der Brasilianer. Leipzig 1904.
- Rastlos vorwärts. Stuttgart u. a. 1904.
- Das Erbe der Abencerragen. Berlin 1904,
- Reise um die Erde. mit P. Gisbert, Berlin 1904.
- Franz Izuna. Roman Berlin 1904.
- Zur Kriegszeit auf der sibirischen Eisenbahn und durch Russland. Berlin 1905.
- Raupenhelm und Pickelhaube. Leipzig 1905.
- Wolf der Junker. Leipzig 1906.
- Wolf der Dragoner des Prinzen Eugen. Leipzig 1907.
- Wolf der Husar des alten Fritz. Leipzig 1908.
- Vom Nordkap zur Sahara. Leipzig, 1. Auflage (vor 1900?)